# Opel 9/25 PS
La 9/25 PS era un'autovettura di fascia alta prodotta dalla Casa automobilistica tedesca Opel dal 1916 al 1922.

## Profilo e storia
La 9/25 PS fu introdotta in pieno periodo bellico come sostituta della 8/22 PS, a sua volta evoluzione della 8/20 PS. Come spesso accade ogni volta che ci si trova di fronte ad un'erede di un modello, la cilindrata e gli allestimenti tendono a puntare più in alto. Anche in questo caso non si fece eccezione: la 9/25 PS montava infatti un motore a 4 cilindri in linea da 2332 cm³ con distribuzione a valvole laterali e potenza massima di 28 CV a 1600 giri/min.
Il resto della meccanica era anch'esso di tip tradizionale e montava una trasmissione ad albero cardanico con frizione a cono e cambio a 4 marce.
Il telaio era a longheroni in acciaio con telaietti ausiliari e montava le consuete sospensioni ad assali rigidi e balestre semiellittiche, nonché il consueto impianto frenate a nastro sulla trasmissione.
La 9/25 PS raggiungeva una velocità massima di 65 km/h e fu proposta nelle versioni single-phaeton, torpedo, limousine ed una particolare landaulet che incorporava anche caratteristiche da double-phaeton.
Fu prodotta fino al 1922, anno in cui fu sostituita dalle 9/30 PS e 10/30 PS.